# Kiss of Death (Jadakiss)
Kiss of Death è il secondo album in studio del rapper statunitense Jadakiss, pubblicato nel 2004.

## Tracce
1. Intro – 1:13
2. What You So Mad At? – 3:37 (Black Key)
3. Shine (feat. Snoop Dogg & DJ Quik) – 5:00
4. Bring You Down – 3:39
5. Time's Up (feat. Nate Dogg) – 3:36
6. Why (feat. Anthony Hamilton) – 4:00
7. U Make Me Wanna (feat. Mariah Carey) – 4:53
8. Hot (Skit) – 0:18
9. Hot Sauce to Go (feat. Pharrell) – 3:56
10. Real Hip Hop (feat. Sheek Louch) – 2:57
11. Shoot Outs (feat. Styles P) – 4:18
12. Still Feel Me – 2:42
13. By Your Side – 3:51
14. Gettin' It In (feat. Kanye West) – 3:37
15. Air It Out – 4:03
16. Welcome to D-Block – 4:25
17. Kiss of Death (feat. Styles P) – 3:12
18. I'm Goin Back (feat. Nesha) – 3:37